# Gabriel (film 2013)
Gabriel – polski familijny film przygodowy z 2013 roku w reżyserii Mikołaja Haremskiego.
Zdjęcia do filmu powstały w: Górach Świętokrzyskich, na zamku Krzyżtopór w Ujeździe, w Chęcinach, Kielcach, Sandomierzu, Miedzianej Górze i Łodzi.

## Obsada
- Jan Rotowski jako Tomek
- Natan Czyżewski jako Gabryś
- Jowita Chwałek jako Magda
- Sławomir Orzechowski jako Zielony
- Tomasz Sapryk jako Marny
- Zbigniew Zamachowski jako ojciec
- Krzysztof Globisz jako dziadek
- Cezary Kosiński jako Kogut
- Maria Maj jako Babcia
- Paweł Królikowski jako Raszyński
- Przemysław Bluszcz jako weterynarz Hajduk
- Zuzanna Wierzbińska jako barmanka
- Mariusz Ostrowski jako kierowca
- Mirosława Olbińska jako kasjerka
- Mariusz Witkowski jako tata Magdy
- Jolanta Jackowska-Czop jako mama Magdy
- Damian Duchnowski jako Jarek
- Elżbieta Dziewięcka jako reporterka
- Dagna Dywicka jako asystentka weterynarza
- Monika Majewska jako recepcjonistka
- Karolina Piechota jako policjantka Krysia
- Bartosz Turzyński jako policjant Czesio
- Kamil Lemieszewski jako koordynator cyrkowców

i inni.

## Nagrody
- 2013
  - Chemnitz – Międzynarodowy Festiwal Filmów dla Dzieci "Schlingel" – Nagroda Specjalna Jury
  - Los Angeles – Międzynarodowy Festiwal Filmowy "Cinerockom" – Złota Nagroda w kategorii: Film fabularny
  - Mikołaj Haremski – Los Angeles – Międzynarodowy Festiwal Filmowy "Cinerockom" – Rubinowa Nagroda w kategorii: Reżyseria
  - Radosław Hendel i Piotr Chrzan – Los Angeles – Międzynarodowy Festiwal Filmowy "Cinerockom" – Platynowa Nagroda w kategorii: Scenariusz
  - Jan Paweł Trzaska – Los Angeles – Międzynarodowy Festiwal Filmowy "Cinerockom" – Diamentowa Nagroda w kategorii: Zdjęcia
  - Andrzej Krauze – Los Angeles – Międzynarodowy Festiwal Filmowy "Cinerockom" – Złota Nagroda w kategorii: Muzyka
  - Cezary Kowalczuk – Los Angeles – Międzynarodowy Festiwal Filmowy "Cinerockom" – Rubinowa Nagroda w kategorii: Montaż
  - Jan Rotowski – Los Angeles – Międzynarodowy Festiwal Filmowy "Cinerockom" – Złota Nagroda w kategorii: Młody aktor
- 2014
  - Green Bay – Green Bay Film Festival – Nagroda Publiczności